# Vergine giurata
Vergine giurata (internationale titel: Sworn Virgin) is een Italiaans-Albanese film uit 2015 onder regie van Laura Bispuri en gebaseerd op het gelijknamig boek van Elvira Dones. De film ging in première op 12 februari op het Internationaal filmfestival van Berlijn 2015 in de competitie voor de Gouden en Zilveren Beer.

## Verhaal
Het meisje Hana Doda groeit op in de onherbergzaam gebergte in Albanië waar men leeft volgens oude tradities. Om te ontsnappen aan haar rol van vrouw en huismeid beroept ze zich op de aloude Albanese wet (Kanun) waarbij ze in ruil voor haar vrijheid zweert altijd maagd te blijven. Van dan af wordt ze behandeld als een man, krijgt een dolk en de naam Mark. Na tien jaar besluit ze haar leven te veranderen en reist ze per trein naar Milaan waar haar zuster met haar familie woont.

## Rolverdeling
| Acteur          | Personage |
| --------------- | --------- |
| Alba Rohrwacher | Hana/Mark |
| Flonja Kodheli  | Lila      |
| Lars Eidinger   | Bernhard  |
| Luan Jaha       | Stjefen   |
| Bruno Shllaku   | Gjergj    |
| Llire Celaj     | Katrina   |